# Jean-Pierre Dubois (joueur de dames)
Pour les articles homonymes, voir Jean-Pierre Dubois (homonymie) et Dubois.
Jean-Pierre Dubois, né en 1954 à Villeurbanne, est un joueur de dames français, licencié au « Damier Lyonnais » dès 1971, il devient champion de France en 1982.
Auteur de plusieurs ouvrages traitant du jeu de dames, il exerce la profession d'ingénieur.

## Palmarès
- Championnats du monde : finaliste en 1984 (à Dakar) ;
- Championnats d'Europe : 7e en 1983 (à Deventer) ;
- Champion de France National en 1982 (à Toulouse) ;
- Champion de France Excellence en 1975 ;
- Champion de France Honneur en 1974 ;
- Champion de Lyon ;
- Champion de Villeurbanne ;
- Vice-champion de France National en 1980 ;
- Vice-champion de France Promotion en 1973 ;
- 3e du championnat de France National en 1981.